# Горіх сірий
Горіх сірий (Juglans cinerea L.; англ. butternut, white walnut) — деревна рослина родини горіхових (Juglandaceae).
Відзначається залозистоопушеними пагонами і гостропилчастими опушеними листочками.
Батьківщина — Північна Америка (США, Канада). Горіхи вживають в їжу.

## Поширення й екологія
Цей вид присутній у східній Канаді та східній частині Сполучених Штатів. Росте від низин до 1400 метрів. Вид займає прибережні ділянки, трапляючись у низинах і заплавах, а також уздовж ярів, терас і струмків у мезофітних лісах. Вид може давати насіння приблизно у віці 20 років і живе приблизно 75 років. Вид часто асоціюється з Acer saccharum, Tilia americana, Lirodendron tulipifera, Quercus rubra, Fagus spp. і багато інших видів листопадних дерев.
Чисельність виду зазнає високих темпів скорочення. Це є наслідком зараження дерев грибком Ophiognomonia clavigignenti-juglandacearum. Цей шкідник може вражати дерева будь-якого віку та розміру. Залишається лише кілька неінфікованих насаджень. Вважається, що шкідник передається водою, але також може поширюватися комахами. Зараження призводить до передчасної загибелі дерева. Вважалося, що цей шкідник був завезений наприкінці 1960-х років і з того часу спричинив зменшення глобальної популяції горіха. Інші причини зменшення популяції пов'язані з втратою середовища існування, поганою регенерацією, гібридизація з Juglans ailantifolia.

## Морфологічна характеристика
Це листопадне дерево до 20(30) метрів заввишки. Кора світло-сіра чи сіро-бура, неглибоко розділена на гладкі або лускаті пластинки. Листки 30–60 см; листкова ніжка 3.5–12 см. Листочків (7)11–17, від яйцеподібних до ланцетних або видовжено-ланцетних, (2.5)5–11(17.5) × 1.5–6.5 см, абаксіально волосаті, краї пилчасті, верхівка загострена. Тичинкові сережки 6–14 см. Плодів 3–5, від еліпсоїдної до яйцюватої чи циліндричної форми, 4–8 см.

## Використання
Рослина збирається з дикої природи для місцевого використання як їжа, ліки та джерело матеріалів. Насіння їдять сирим або подрібнюють у порошок і використовують разом із злаковим борошном для приготування тістечок, печива, кексів, хліба тощо. 
Цей горіх використовувався різними індіанськими племенами Північної Америки як проносний і тонізувальний засіб для лікування різноманітних станів, включаючи ревматичні та артритні суглоби, головні болі, дизентерію, запори та рани. Він також знижує рівень холестерину та сприяє очищенню печінки від відходів. Настій внутрішньої кори використовують як жовчогінний, жарознижувальний, легкий проносний і шлунковий засіб. Настій висушеної зовнішньої кори використовують при лікуванні зубного болю та дизентерії. Олія з горіхів використовується для лікування глистів і грибкових інфекцій. 
З лушпиння насіння отримують барвник від жовтого до оранжевого кольору, а із кори темно-коричневий барвник; з молодих гілок, листя, бруньок і незрілих плодів отримують світло-коричневий барвник; з молодих коренів одержують чорну фарбу. Деревина зерниста, легка, м'яка, неміцна, дуже приваблива, хоча не така цінна як J. nigra; використовується для виготовлення меблів, дверей тощо.

### Галерея

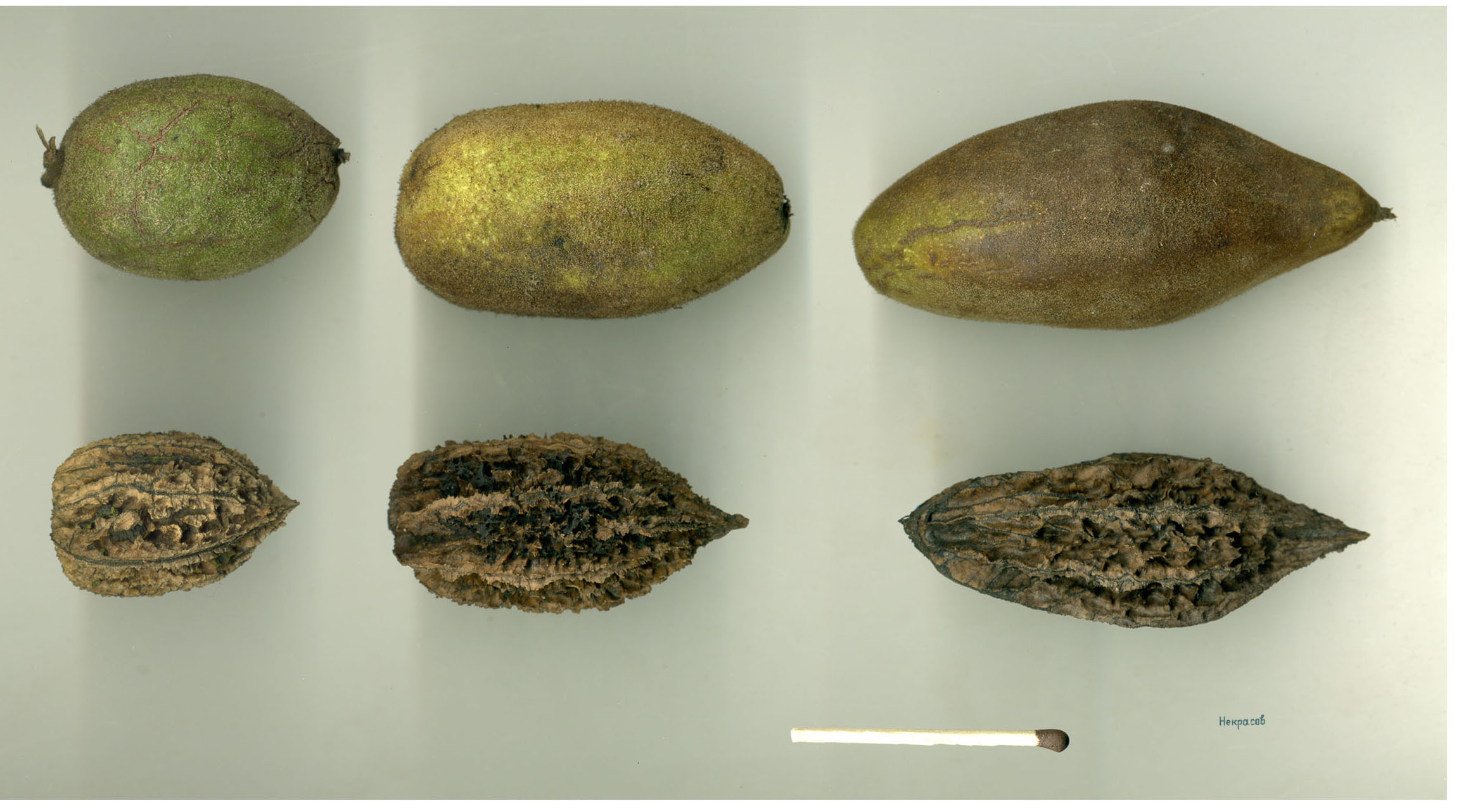
Плоди горіха сірого
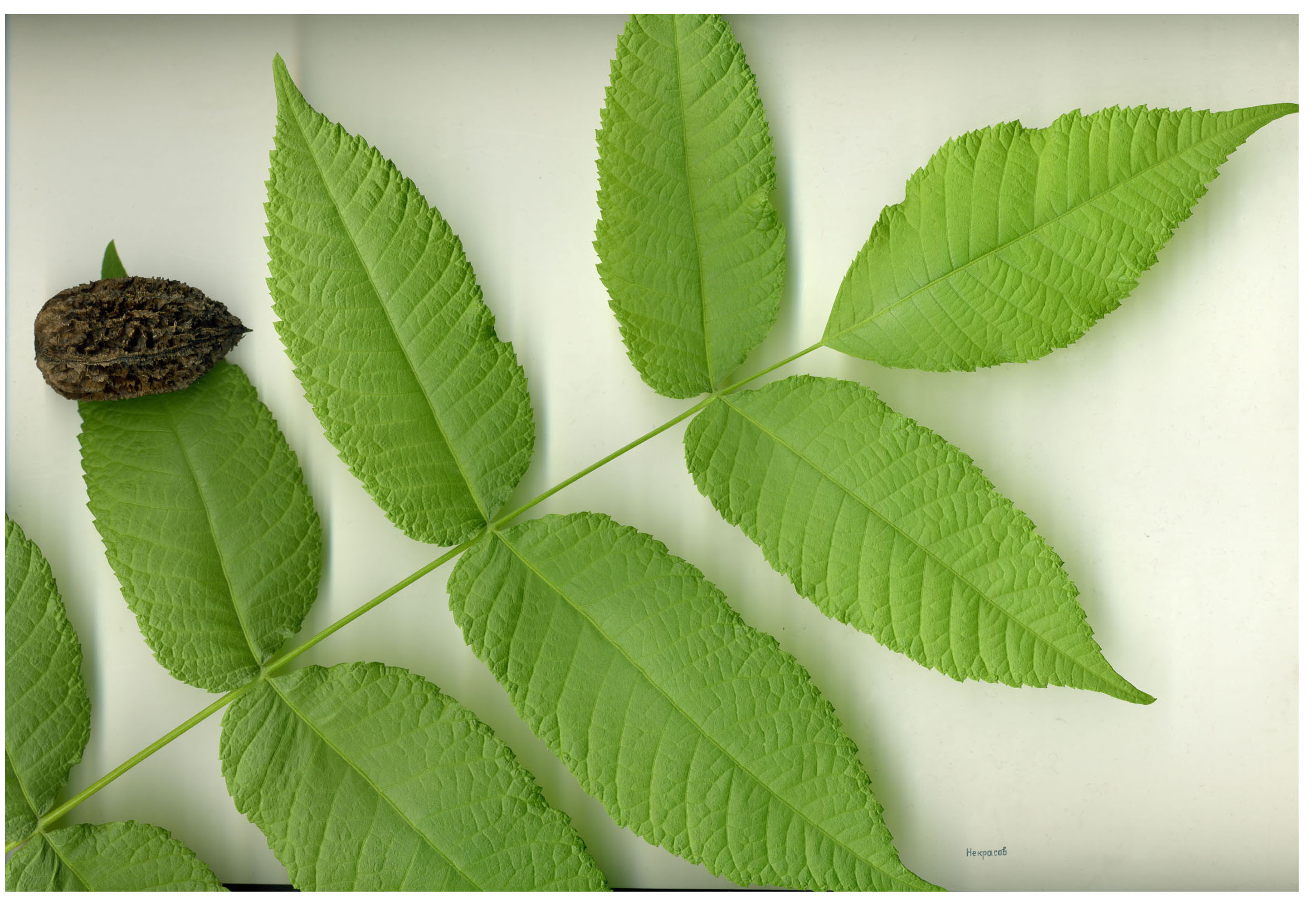
Складний листок і плід
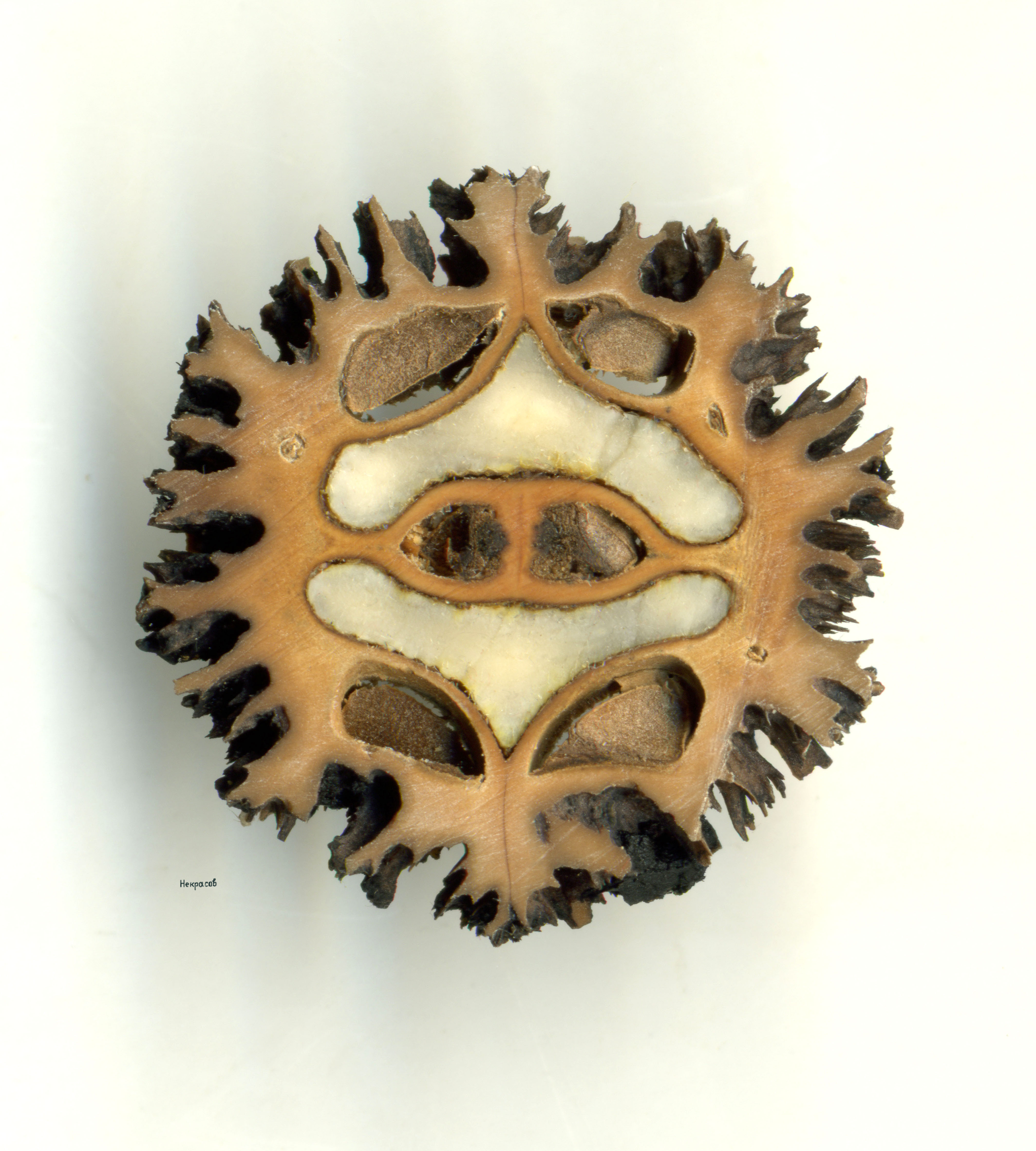
Горіх в перерізі